# جاك أندروود
جاك أندروود (بالإنجليزية: Jack Underwood)‏ هو لاعب كرة قدم أمريكية أمريكي، ولد في 8 ديسمبر 1894 في هينكلي في الولايات المتحدة، وتوفي في 31 ديسمبر 1936.

## وصلات خارجية
- جاك أندروود على موقع مرجع كرة القدم المحترفة.كوم (الإنجليزية)